# آلومینیم سیلیکات
آلومینیم سیلیکات (به انگلیسی: Aluminium silicate) با فرمول شیمیایی Al
2SiO
5 یک ترکیب شیمیایی با شناسه پاب‌کم ۱۰۳۱۳۲۵۴ است؛ که جرم مولی آن ۱۶۲٫۰۴۵۶ g/mol است.
شکل ظاهری سیلیکات آلومینیوم به صورت پودر سفید رنگ با دانه بندی بسیار ریز (در حد ۱ تا ۱۰ میکرون) است که به دلیل جذب رطوبت بالا در کیسه‌های ویژه مقاوم به رطوبت هوا بسته‌بندی می‌شود.

## مصارف
به‌طور کلی مصارف سیلیکات آلومینیوم در صنایع زیر است:
1. صنعت رنگ و پوشش (بعنوان مات‌کننده و تیکسوتروپ‌کننده و غلظت دهنده): در رنگ‌های پایه آب نیمه مات و مات و رنگ‌های روغنی نیمه مات و مات و در رنگ‌های ترافیکی بخاطر افزایش مقاومت در برابر زنگ زدن و جلوگیری از ترک برداشتن استفاده می‌شود.
2. صنعت کود و سموم کشاورزی (بعنوان آنتی کیکینگ و ضد کلوخه شدن): در سموم و کودهای پودری و گرانول برای جلوگیری از چسپیده مواد به هم و افزایش مدت نگهداری و ماندگاری پودر
3. صنعت مرکب چاپ (بعنوان تنظیم‌کننده شارپ نس، مات‌کننده و غلظت دهنده)
4. صنعت نساجی (بعنوان جایگزین دی‌اکسید تیتان): درقسمت رنگرزی نساجی
5. صنعت قطعات لاستیکی به عنوان (استحکام دهنده و جایگزین VN3): ترجیحاً قطعات لاستیکی که رنگ مشکی نباشد. لاستیک‌های رنگی و …
6. صنعت تایر (بعنوان جایگزین دوده در تایرهای سبز و جایگزین میکروسیلیس)
7. صنعت ریخته‌گری (بعنوان یکی از مواد پوشان قالب‌ها و افزایش دهنده نقطه ذوب پوشان و مماتعت از چسپیدن لایه پوشان به قطعه بعد از ریخته‌گری): هم در ریخته‌گری چدن هم در ریخته‌گری فولاد (تا بازه دمایی ۱۶۵۰ درجه)
8. صنعت لوله پی‌وی‌سی و مستربچ (تا درصدی جایگزین تیتان)
9. صنایع کاغذسازی (بعنوان سفیدکننده و پوشش دهنده)
10. صنعت لعاب سرامیک (بعنوان شبکه ساز و مات کننده)
11. صنعت چینی (بعنوان جایگزین تیتان)
12. صنایع فایبرگلاس و سنگ مصنوعی (بعنوان استحکام دهنده و حجم ساز) قابلیت جایگزینی تا درصدی بجای ایروزیل
13. صنایع چسب (بعنوان غلظت دهنده): قابلیت جایگزینی تا درصدی بجای ایروزیل یا SiO
2
14. صنایع مواد غذایی دام و طیور اعم از پودری و گرانول (برای جلوگیری از کلوخه شدن و چسپیدن ذرات بهم)
15. در صنایع شوینده در پودرهای شوینده به عنوان آنتی کیک و ضد کلوخه علی‌الخصوص در مناطق مرطوب